# Pachydelphus banco
Pachydelphus banco är en spindelart som beskrevs av Rudy Jocqué och Robert Bosmans 1983. Pachydelphus banco ingår i släktet Pachydelphus och familjen täckvävarspindlar.
Artens utbredningsområde är Elfenbenskusten. Inga underarter finns listade i Catalogue of Life.